# Banque mondiale
Pour les articles homonymes, voir BM.
La Banque mondiale, parfois abrégée BM (en anglais : World Bank), est une institution financière internationale qui accorde des prêts et autres appuis financiers à des pays en développement pour des projets d'investissement.
La Banque mondiale comprend deux institutions - la Banque internationale pour la reconstruction et le développement (BIRD) et l’Association internationale de développement (IDA en anglais) - créées pour lutter contre la pauvreté en apportant des aides, des financements et des conseils aux États en difficulté.
La Banque mondiale est un sous-ensemble du Groupe de la Banque mondiale qui est constitué de 5 organisations financières internationales au total :
- la Banque internationale pour la reconstruction et le développement (BIRD) ;
- l’Association internationale de développement (IDA) ;
- la Société financière internationale (IFC) ;
- l'Agence multilatérale de garantie des investissements (MIGA) ;
- le Centre international pour le règlement des différends relatifs aux investissements (CIRDI).

Elle fait partie des institutions spécialisées du système de l'Organisation des Nations unies (ONU). Elle publie tous les ans une contribution sur un thème du développement dans son Rapport sur le développement dans le monde. C’est aussi un important employeur de chercheurs (un quart environ de ses 9 200 collaborateurs ont un doctorat).
C'est le premier prêteur d’argent d'origine publique au monde. La BIRD, le principal organe de la Banque mondiale, compte actuellement 189 pays membres.
La Banque mondiale est dirigée par un directeur général et présidée par le président du Groupe de la Banque mondiale. Tous deux sont élus par les pays administrateurs du Groupe.  
Dans le cadre d'un accord diplomatique tacite, la Banque mondiale est toujours dirigée par un américain, alors que le FMI est toujours dirigé par un européen.  
Le siège de la Banque mondiale se trouve à Washington, D.C. et le local à Genève en Suisse. 

## Histoire

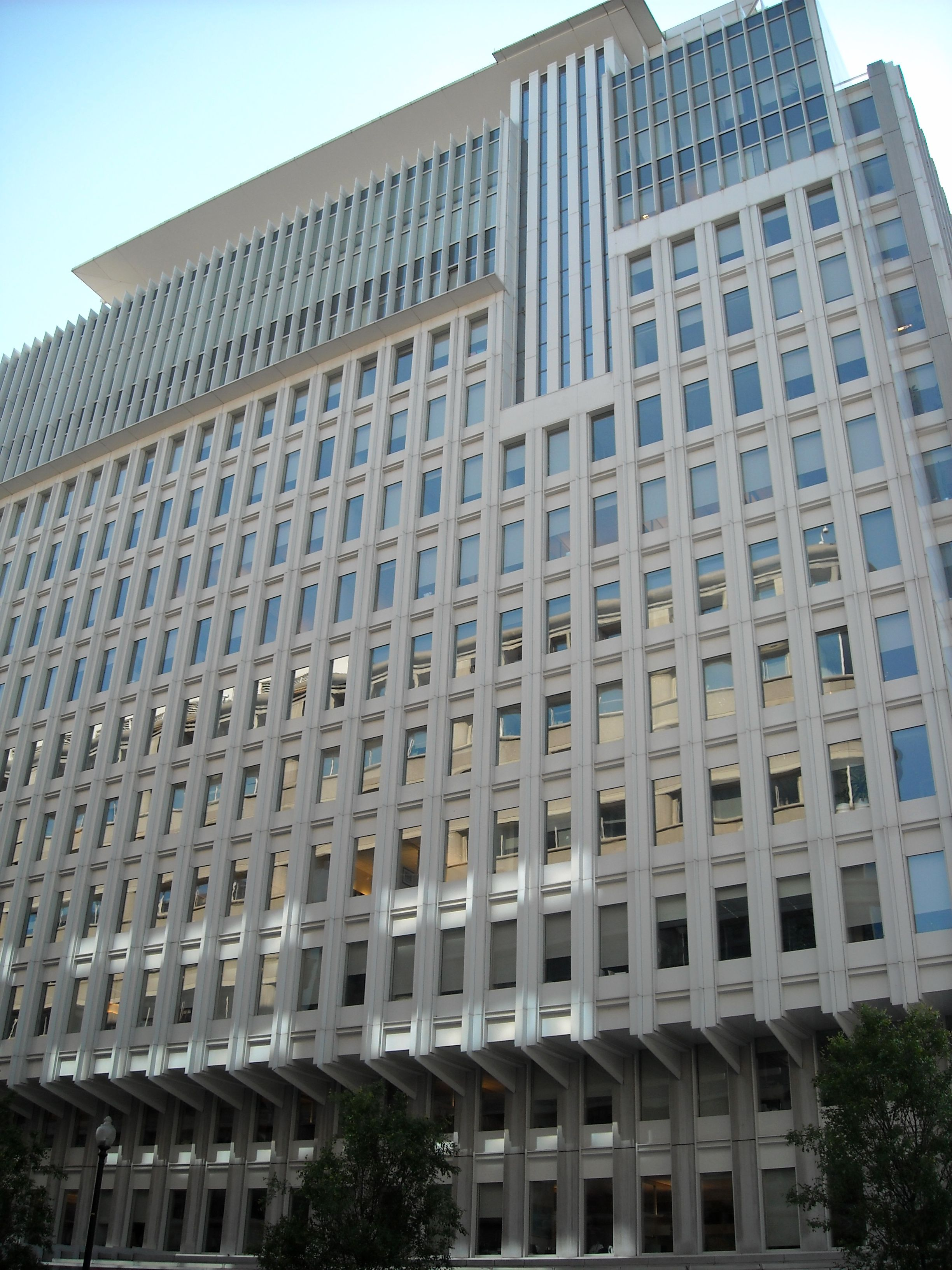
Le bâtiment du Groupe de la Banque mondiale à Washington.

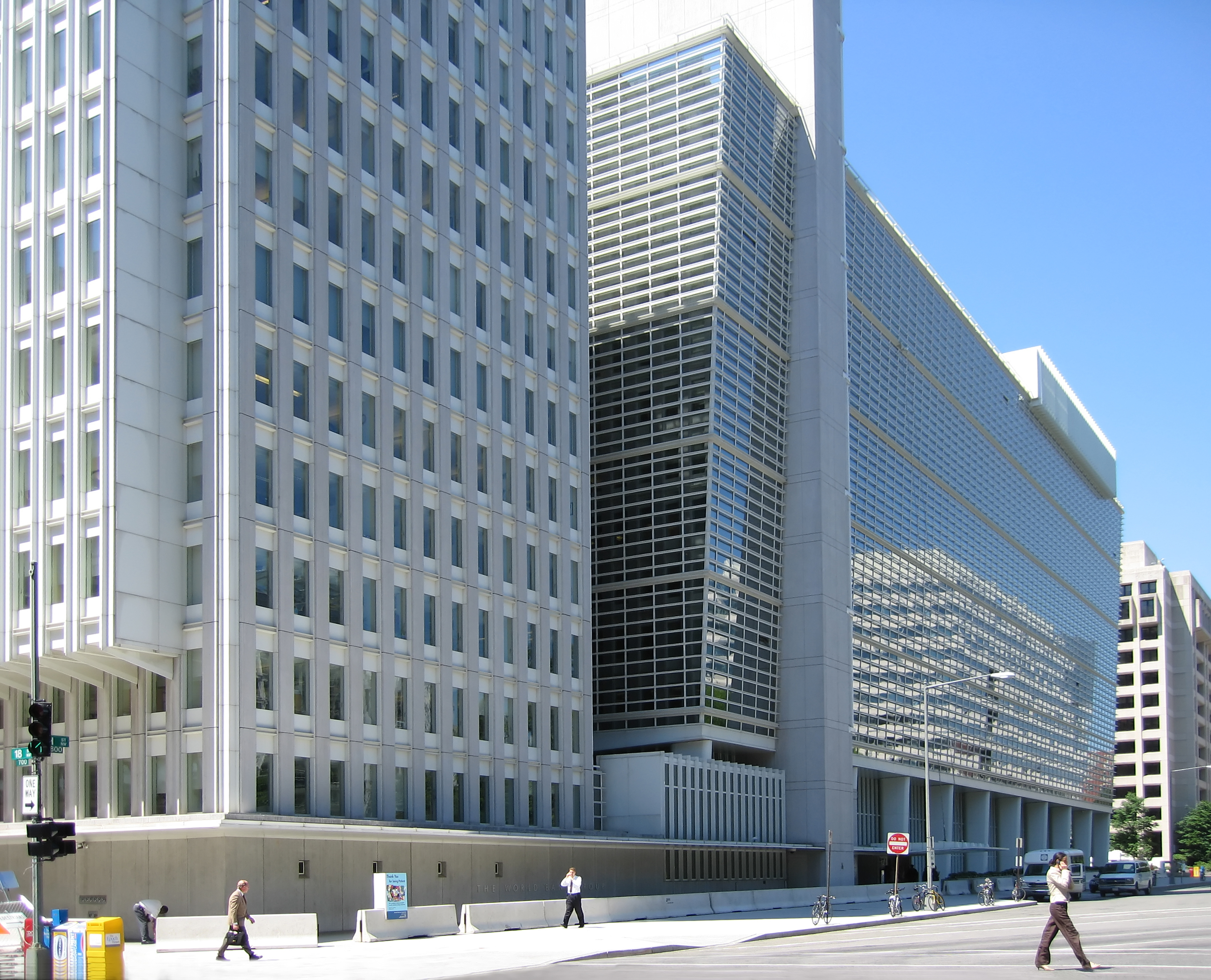
Le bâtiment du Groupe de la Banque mondiale à Washington.

Elle est créée le 27 décembre 1945 sous le nom de Banque internationale pour la reconstruction et le développement (BIRD) après signature des accords de Bretton Woods le 22 juillet 1944. Le 9 mai 1947, elle approuve son premier prêt, qui est accordé à la France pour un montant de 250 millions de dollars américains. Au départ, l'économiste britannique John Maynard Keynes s'oppose à la création de la Banque mondiale, puis il se rallie à cette idée en réalisant le bénéfice que cette banque peut apporter à la reconstruction de la Grande-Bretagne après la Seconde Guerre mondiale.
La Banque mondiale est créée principalement pour aider l'Europe et le Japon dans leur reconstruction, au lendemain de la Seconde Guerre mondiale, mais avec le mouvement de décolonisation des années 1960, elle se fixe un objectif supplémentaire, celui d'encourager la croissance économique des pays en voie de développement africains, asiatiques et latino-américains : ainsi, depuis 1945, l'Inde a bénéficié d'un montant cumulé de prêts de plus de 111 milliards de dollars, et la Chine, de 62 milliards.
Au départ, la Banque mondiale finance principalement de grands projets d'infrastructures (centrales électriques, autoroutes, aéroports, etc.). Avec le rattrapage économique du Japon et de l'Europe, la Banque mondiale s'intéresse exclusivement aux pays en développement. Depuis les années 1990, elle finance aussi les pays postcommunistes.
L'appellation Groupe de la Banque mondiale désigne depuis juin 2007 cinq institutions :
- la plus importante est la Banque internationale pour la reconstruction et le développement (BIRD), son fonctionnement est assuré par le versement d'une cotisation réglée par les États membres,
- l'Association internationale de développement (IDA), fondée en 1960, ses prêts sont réservés aux pays les moins développés,
- la Société financière internationale (IFC), fondée en 1956, pour financer les prêts et les investissements réalisés par les entreprises dans les pays à risque,
- le Centre international pour le règlement des différends relatifs aux investissements (CIRDI), fondé en 1965,
- l'Agence multilatérale de garantie des investissements (MIGA), fondée en 1988, pour la sécurisation des prêts.

Les objectifs de la Banque mondiale évoluent au cours des années. Elle délaisse l'objectif unique de croissance économique et met désormais l'accent sur un objectif ambitieux : mettre fin à l'extrême pauvreté d'ici à 2030, en abaissant le pourcentage de la population mondiale qui dispose de moins de 1,90 dollar par jour pour vivre. Elle favorise aussi la création des très petites entreprises. Elle se focalise également sur des problématiques comme l'environnement, les pandémies ou la dette. Elle s'est récemment mobilisée en faveur du climat, et entend investir pour cette cause 200 milliards de dollars de 2021 à 2025. Elle a soutenu l'idée que l'eau potable, l'éducation et le développement durable sont des facteurs essentiels à la croissance économique, et a commencé à investir massivement dans de tels projets. En réponse aux critiques, la Banque mondiale a adopté une série de politiques en faveur de la sauvegarde de l'environnement et du social, visant à s'assurer que leurs projets n'aggravaient pas le sort des populations des pays aidés. En dépit de ces politiques, les projets de la Banque mondiale sont souvent critiqués par les organisations non gouvernementales (ONG) pour ne pas lutter efficacement contre la pauvreté, et négliger les aspects sociaux et environnementaux.
En 1981, la Banque mondiale publie un rapport sur le développement accéléré en Afrique subsaharienne, dit rapport Berg.
Selon la charte fondatrice, les prêts sont versés en fonction de considérations purement économiques, le régime politique du pays bénéficiaire n'étant pas pris en compte. Ce dernier point a cependant évolué depuis les années 2000, notamment grâce à l'influence de l'administration Bush : « L'idée selon laquelle des aides ne devraient être accordées à un pays en difficulté que sous certaines conditions relatives à l’utilisation de cette aide (en termes de bonne gestion, mais aussi de respect des droits de l’homme, par exemple) est maintenant largement admise ».
En 2014, elle accorde 65,6 milliards de dollars de prêts, dons, prises de participations et garanties, dont 20,9 milliards en Afrique et au Moyen-Orient. 
En 2018, elle accorde à l'Inde 859 millions de dollars américains et à la Chine 370 millions de dollars américains, de prêts de la BIRD,. 
En 2021, la Banque mondiale gèle un prêt de 246 millions de dollars à destination du Liban.
En 2022, la Banque mondiale prépare une aide de 3 milliards d'euros à l'Ukraine, en lien avec l'invasion russe.
En 2024, le Sénégalais Ousmane Dione remplace le Tunisien Ferid Belhaj en tant que vice-président dédié à la région Moyen-Orient et Afrique du Nord.

## Rôle et missions
Après la reconstruction de l'Europe et du Japon, son action s'est progressivement orientée vers les pays en développement, et en particulier les pays les moins avancés (PMA), sur des axes comme l'éducation, l'agriculture, l'industrie, la santé… et plus récemment vers le climat et l'environnement.
La Banque mondiale a pour mission de soutenir des projets innovants ou risqués que des investisseurs classiques n’oseraient pas financer, tels que des actions de reconstruction de zones dévastées par des conflits ou des catastrophes, ou encore la protection du climat et l’adaptation au dérèglement climatique (ex irrigation au goutte-à-goutte alimentée par des modules photovoltaïques aidés au Niger). Rien qu’en 2018, l'IFC a aidé à hauteur d’environ 23 milliards de dollars des pays en développement.
En plus des prêts accordés, elle finance également (directement ou indirectement) des projets d'ONG, et conduit de nombreuses recherches en rapport avec le développement de chaque pays. Ainsi, c'est la Banque mondiale qui mesure l'Indicateur de développement humain (IDH) dans différents pays et zones géographiques, ou qui conduit avec l'Unicef des études thématiques sur l'eau et l'assainissement. La BM propose enfin des programmes d'assistance conjoncturels aux pays sous-développés touchés par des crises sanitaires ou bactériologiques à travers son Pandemic Emergency Financing Facility.

### Actions pour le climat et l'environnement
En 2018, la Banque mondiale dépense 67 milliards de dollars US dans le monde, dont pour l'atténuation des changements climatiques, la conservation des forêts, la santé publique et les universités. Fin 2018, elle a décidé de doubler ses prêts pour la lutte contre le changement climatique, les portant à 200 milliards de dollars entre 2021 et 2025, conformément aux accords de Paris sur le climat.

### Conditionnalité des aides
Elle accorde des prêts à des taux préférentiels à ses pays membres en difficulté. En contrepartie, elle réclame que des dispositions politiques (appelées « politiques d'ajustement structurel ») soient prises pour, par exemple, limiter la corruption, maintenir un équilibre budgétaire ou faciliter l'émergence d'une démocratie.

### Fonctionnement de l'IDA
La Banque mondiale compte environ 10 000 employés dont environ la moitié travaillent sur des projets de l'IDA. Elle fonctionne en cycles triennaux (campagnes de trois ans) et distribue ses fonds sous forme de dons à hauteur de 20 %, le reste prenant la forme de prêts à taux d'intérêt faible ou nul. l'IDA a collecté plus de 52 milliards de dollars pour le cycle 2015-17 (IDA-17). En 2014, l'IDA a engagé plus de 22 milliards de dollars dans les pays en développement en suivant les priorités de l'IDA, à savoir l'intervention dans les pays les plus vulnérables (États fragiles), les infrastructures, l'intégration régionale et la résilience au changement climatique. En 2014, les cinq premiers emprunteurs étaient l’Inde, le Pakistan, le Bangladesh, le Nigeria et l’Éthiopie.

### World Development Report
Le World Development Report ou Rapport sur le développement dans le monde est un rapport annuel publié par la Banque mondiale depuis 1978. Chaque édition du WDR propose une analyse approfondie d'un aspect particulier du développement économique. Des sujets tels que le rôle des villes, l'agriculture, la jeunesse, les services publics, le rôle de l'État, la transition économiques, l'environnement ou encore la pauvreté ont déjà été traités. Ces rapports sont les contributions les plus connues de la Banque sur la réflexion autour du développement.

## Présidence
Selon une règle tacite, le directeur du FMI est désigné par les gouverneurs européens alors que le président du Groupe de la Banque mondiale (GBM) est désigné par le gouvernement américain, les États-Unis étant le principal actionnaire de la Banque mondiale. Il est élu pour un mandat de 5 ans, renouvelable, par le conseil d'administration.
Le 23 mars 2012, Jim Yong Kim est désigné président du GBM et prend ses fonctions le 1er juillet suivant. Il annonce publiquement sa démission le 7 janvier 2019. Son départ est jugé par certains comme mettant en péril le leadership financier de la banque pour le climat mondial. Après une courte période d'intérim assurée par la directrice générale de la Banque mondiale Kristalina Georgieva, David Malpass, alors membre de l'administration Trump, devient le nouveau président du Groupe de la Banque mondiale le 9 avril 2019.
| Nom                       | Période                            | Notes          |
| ------------------------- | ---------------------------------- | -------------- |
| Eugene Meyer              | juin - décembre 1946               |                |
| John J. McCloy            | mars 1947 – juin 1949              |                |
| Eugene R. Black, Sr. (en) | 1949 – 1963                        |                |
| George D. Woods           | janvier 1963 – mars 1968           |                |
| Robert McNamara           | avril 1968 – juin 1981             |                |
| Alden W. Clausen          | juillet 1981 – juin 1986           |                |
| Barber Conable            | juillet 1986 – août 1991           |                |
| Lewis T. Preston          | septembre 1991 – mai 1995          |                |
| James Wolfensohn          | juin 1995 – mai 2005               |                |
| Paul Wolfowitz            | 1er juin 2005 – 30 juin 2007       |                |
| Robert Zoellick           | 1er juillet 2007 – 30 juin 2012    |                |
| Jim Yong Kim              | 1er juillet 2012 - 31 janvier 2019 | Démissionnaire |
| Kristalina Gueorguieva    | 1er février - 9 avril 2019         | Intérim        |
| David Malpass             | 9 avril 2019 - 1er juin 2023       |                |
| Ajay Banga                | 2 juin 2023 -                      |                |

## Critiques

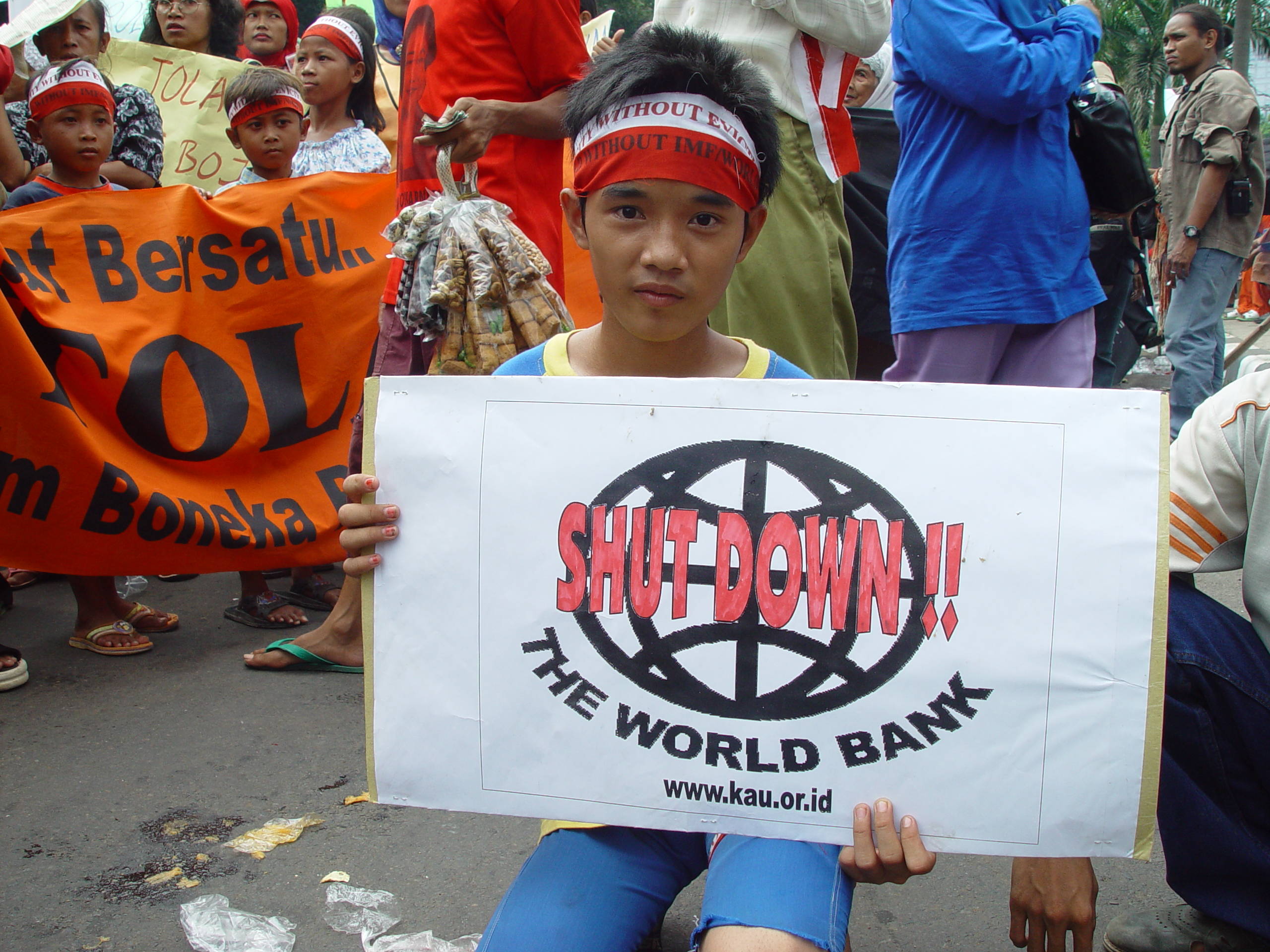
Une protestation contre la Banque mondiale à Jakarta en Indonésie en 2004.

L'action de la Banque mondiale est souvent critiquée, cependant pour deux raisons opposées. D'une part, les gouvernements en place renâclent à prendre des mesures anti-corruption et à organiser de véritables élections. D'autre part, les mouvements altermondialistes accusent la Banque mondiale de répondre davantage aux exigences des multinationales qu'à celles des populations locales.
« Des crises de légitimité engendrent des projets de réforme, tant à l’ONU qu’au Fonds monétaire international et à la Banque mondiale. Elles ont pour point commun une demande de transparence et de démocratie, d’une part, et une remise en cause des finalités et des modes d’intervention de ces organisations, d’autre part »,.

### Influence des États-Unis
Beaucoup considèrent la Banque mondiale comme étant sous l'influence politique des États-Unis (compte tenu de leur capacité de blocage lié à leur poids important dans l'actionnariat, lui-même résultat de leur poids dans l'économie mondiale). Joseph Stiglitz a reproché aux pays européens de se satisfaire de cette répartition et donc d'être responsables indirectement de la mauvaise période traversée par la Banque mondiale. En 2010, une réforme de l'actionnariat a été mise en place afin de donner plus de poids et une meilleure représentativité aux pays en développement.
À partir de 1970 et l'élection de Salvador Allende à la présidence du Chili, la Banque mondiale, dirigée par Robert McNamara (ex-secrétaire à la Défense des États-Unis), refuse tout prêt à Santiago dans le cadre de la guerre économique menée par l’administration Nixon.
Au début des années 1980, les États-Unis usent de leur influence pour bloquer les prêts de la Banque mondiale à la Grenade, alors dirigée par un gouvernement socialiste.

### Affaire Wolfowitz
Héros autoproclamé de la lutte anticorruption dans les pays en développement, Paul Wolfowitz a été impliqué dans une affaire de favoritisme au sein de la Banque mondiale concernant Shaha Riza, une collaboratrice avec qui il entretenait une liaison, et a dû démissionner en juin 2007, deux ans après sa nomination.

### Partis pris idéologiques
Dans une interview donnée au Wall Street Journal en janvier 2018, le chef économiste du « Doing Business » (classement de la Banque mondiale du meilleur au plus mauvais pays pour y faire des affaires) Paul Romer reconnaît que l'organisme oriente ses études suivant des partis pris idéologiques. Paul Romer cite l’exemple du Chili qui aurait été défavorisé dans le classement car sa présidente Michelle Bachelet était socialiste. L'interview provoque une polémique qui le pousse à la démission.

### Bilan environnemental souvent jugé «mitigé»
Un reproche fréquent est que de nombreux projets soutenus par la Banque ont plutôt soutenu de grandes multinationales que les besoins des populations locales, et que beaucoup de ces projets ont été à forte intensité carbone (basés sur les énergies fossiles) ou susceptibles de dégrader l’eau, l'air, les sols, la biodiversité, les écosystèmes et la santé des populations, sans garanties suffisantes d’évitement, de réduction ou de juste compensation des impacts négatifs de ses actions.
Ainsi, après 10 ans de tergiversation juridique, en février 2019 la Cour suprême des États-Unis a jugé (décision décision 7–1 de la cour) que la Banque mondiale pouvait être poursuivie en justice pour dommages à l’environnement, réfutant une demande d'immunité de poursuites faite par la Banque mondiale. Cette jurisprudence a été saluée par divers groupes promouvant la justice sociale et/ou environnementale. Selon Vijaya Ramachandran (qui a été employée par la Banque mondiale et qui est consultante auprès de l'IFC), plutôt que de se plaindre d'un éventuel risque de salves de poursuites, le Groupe de la Banque mondiale devrait accepter la responsabilité de ses erreurs quand il finance des projets qui sapent sa raison d’être, c’est-à-dire éliminer la pauvreté et à améliorer les conditions de vie dans plus de 170 pays.
L’origine de ce jugement est le financement par la Société financière internationale (IFC) l’une des branches du secteur privé de la société Banque mondiale d’un prêt de 450 millions de dollars qui a permis en 2008 à la « Coastal Gujarat Power » de démarrer une nouvelle centrale à charbon très polluante dans la ville indienne de Mundra. Outre que cette usine pollue l’air et les eaux souterraines au point que beaucoup de gens ont du déménager pour s’en éloigner, elle contribue au réchauffement climatique, et son système de refroidissement a réchauffé l’eau et un estuaire en tuant des poissons et dégradant des mangroves protégeant la côte contre la mer. Des milliers d’agriculteurs, habitants et pêcheurs ont été lésés par cette dégradation de leur environnement. Certains ont en 2011 décidé de porter plainte contre l'IFC au motif qu’elle n’a pas mis en œuvre les mesures de protection de l'environnement qu'elle avait imposées à la compagnie d'électricité pour éviter, réduire ou compenser les effets négatifs imprévus du projet.
Un arbitrage indépendant dédié aux litiges issus des financements de l'IFC, a été rendu par l'ombudsman conseiller en conformité (CAO), dans un rapport de 2013, concluant d’une part que certains plaignants n'avaient pas été consultés ou pris en compte, et d’autre part que l'impact sur le milieu aquatique avaient été sous-estimés ; et qu’en outre l'IFC n’avait pas ensuite correctement surveillé la compagnie d’électricité. l'IFC a publié un plan d’action, mais sans agir sur le fond. En 2017, alors qu’une plainte groupée était déposée devant la justice américaine avec l’aide de l’ONG EarthRights International (basée à Washington, D.C.), le CAO s’est à nouveau inquiété de « la nécessité, non résolue, d'adopter une approche rapide, participative et expressément corrective pour évaluer et gérer les impacts du projet ».
L'IFC a alors cherché à se réfugier derrière le droit pour les organisations internationales basées aux États-Unis d’être protégées des poursuites pour « activité commerciale ». Mais cette immunité est limitée, et la Cour suprême a dans ce cas finalement renvoyé l’affaire devant les juridictions inférieures. Cette jurisprudence ouvre la possibilité d’autres poursuites contre l'IFC.
Vijaya Ramachandran témoigne dans la revue Nature que la Banque mondiale a engagé des « efforts sincères et efficaces pour lutter contre la pauvreté et les inégalités. Ces organisations font un travail essentiel. Il est décourageant de penser qu'une partie de ces fonds pourrait devoir être affectée à des frais juridiques » mais elle se dit également frustrée par le refus de la Banque mondiale d’endosser une responsabilité quand « les choses tournent mal ». Elle cite comme autre exemple de litige, traitée depuis 7 ans par le CAO, l'affaire Dinant Corporation. Ce groupe agroalimentaire du Honduras spécialisée dans l'huile de palme aurait selon les plaignants utilisé des forces de sécurité privées pour expulser de force des agriculteurs dans et autour de ses plantations ; ce que l’industriel nie.

### Détournements de l'aide
En février 2009, un rapport d'audit interne a indiqué que des employés de la banque avaient autorisé l'injection de fonds dans un projet immobilier en Albanie, mais que les informations qu'ils avaient utilisées étaient incomplètes ou sciemment faussées. Ce rapport a mis au jour différentes procédures fautives de la Banque mondiale.
Le taux de fuite moyen des aides de la Banque mondiale envers les pays pauvres vers les paradis fiscaux (comme la Suisse, le Luxembourg, les îles Caïmans et Singapour) est estimé à environ 7,5 % de l'aide.